# Прозерпио
Прозерпио (итал. Proserpio) је насеље у Италији у округу Комо, региону Ломбардија.
Према процени из 2011. у насељу је живело 822 становника. Насеље се налази на надморској висини од 469 м.

## Становништво
Према резултатима пописа становништва 2011. у општини је живело 892 становника.
| 1931. | 1936. | 1951. | 1961. | 1971. | 1981. | 1991. | 2001. | 2011. |
| ----- | ----- | ----- | ----- | ----- | ----- | ----- | ----- | ----- |
| 516   | 510   | 493   | 527   | 594   | 691   | 836   | 910   | 892   |